# Gran Premio dell'Emilia-Romagna 2020
Il Gran Premio dell'Emilia-Romagna 2020 è stata la tredicesima prova della stagione 2020 del campionato mondiale di Formula 1. La gara si è corsa domenica 1º novembre all'Autodromo Enzo e Dino Ferrari di Imola, in Italia, ed è stata vinta dal britannico Lewis Hamilton su Mercedes, al novantatreesimo successo nel mondiale; Hamilton ha preceduto all'arrivo il suo compagno di squadra, il finlandese Valtteri Bottas e l'australiano Daniel Ricciardo su Renault.
Grazie a questi risultati, la Mercedes si è aggiudicata per la settima volta consecutiva il mondiale costruttori, stabilendo il nuovo record di mondiali costruttori vinti consecutivamente, staccando la Ferrari a quota sei, vinti dal 1999 al 2004.

## Vigilia

### Sviluppi futuri
Il pilota francese della Scuderia AlphaTauri, Pierre Gasly, è confermato alla guida della scuderia di Faenza anche per la prossima stagione.
Il Gran Premio d'Australia viene confermato come gara inaugurale della stagione successiva.
L'Alfa Romeo Racing rinnova la sua partnership con il marchio svizzero Sauber anche per il 2021. I due piloti della scuderia, Kimi Räikkönen e Antonio Giovinazzi, sono confermati anche per la stagione successiva.

### Analisi per il campionato costruttori
La Mercedes comanda il campionato riservato ai costruttori, con 209 punti di vantaggio sulla Red Bull Racing. Per vincere il settimo titolo consecutivo, la scuderia tedesca deve ottenere 12 punti. In caso di doppietta della Red Bull Racing, alla Mercedes basterebbe il quarto posto.

### Aspetti tecnici
Per questa gara, la Pirelli, fornitrice unica degli pneumatici, porta gomme di mescola C2, C3 e C4.
La gara si svolge su una diversa configurazione del circuito, rispetto all'ultima volta che quest'ultimo ha ospitato una gara valida per il campionato mondiale di Formula 1, nella stagione 2006 con il Gran Premio di San Marino. La pista, infatti, non prevede più la chicane della Variante Bassa e dopo le ultime modifiche nel corso degli anni adesso presenta una lunghezza di 4 909 km, snodandosi attraverso 19 curve, 9 a destra e 10 a sinistra. La nuova distanza di gara è prevista di 63 giri, pari a 309,049 km.
La Federazione Internazionale dell'Automobile prevede una sola zona in cui potrà essere utilizzato il Drag Reduction System, ovvero il rettilineo dei box. Il punto per la determinazione del distacco fra piloti è posizionato dopo la Rivazza (curva 18). Il circuito presenta una zona DRS per la prima volta, da quando il dispositivo mobile è stato introdotto in Formula 1, nella stagione 2011.
La FIA colloca all'esterno della Piratella (curva 9) e all'uscita della chicane della Variante Alta (curva 15) i sensori per far rispettare ai piloti i limiti del tracciato, causa annullamento del tempo sul giro. Al termine dell'unica sessione di prove libere del sabato mattina, la Federazione aggiunge un'ulteriore zona del tracciato dove i piloti sono costretti a rispettare i limiti, all'uscita delle Acque Minerali (curva 13).

### Aspetti sportivi

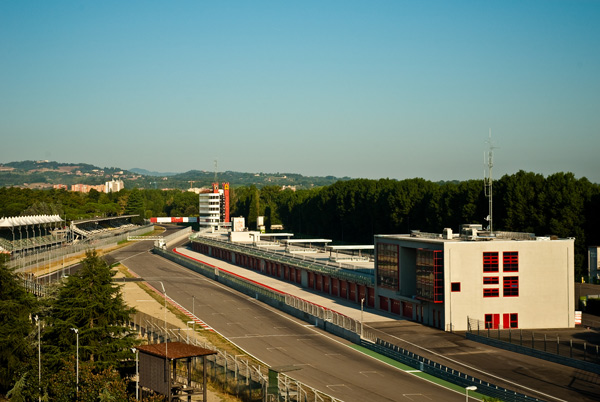
L'Autodromo Enzo e Dino Ferrari di Imola torna a ospitare una gara del campionato mondiale di Formula 1 dopo 14 stagioni.

Inizialmente la gara non era prevista nel calendario, ma a causa della pandemia di COVID-19, che ha portato alla cancellazione e al rinvio di numerose gare, la FIA è stata costretta a ridisegnare le date della stagione. Solo il 24 luglio viene annunciato l'ingresso in calendario del Gran Premio, per la prima volta, nel campionato mondiale. Già a febbraio, all'inizio dell'esplosione della pandemia, il circuito era stato candidato quale sede alternativa a Gran Premi che sarebbero stati cancellati, come il caso del Gran Premio di Cina, in programma per il 19 aprile, annullato dalla Federazione ad inizio febbraio e posticipato a data da destinarsi.
Visto il divieto di chiamare prove diverse, con il medesimo nome, in uno stesso campionato, ed essendo già presenti il Gran Premio d'Italia e, per la prima volta in questa stagione, il Gran Premio della Toscana, la Federazione denomina l'appuntamento come "Gran Premio dell'Emilia-Romagna" dal nome dell'omonima regione italiana. È la seconda gara ad essere intitolata ad una regione italiana, dopo il Gran Premio della Toscana, disputato a settembre sul circuito del Mugello.
L'autodromo Enzo e Dino Ferrari ha già ospitato il campionato mondiale di Formula 1: è stato sede dell'edizione 1980 del Gran Premio d'Italia e di 26 edizioni del Gran Premio di San Marino, tra il 1981 e il 2006. Dell'ultimo Gran Premio corso a Imola, l'unico pilota ancora presente nel circus è Kimi Räikkönen, che giunse secondo nell'edizione del 2003 del Gran Premio di San Marino. Lewis Hamilton vi corse in GP2 Series nel 2006, mentre Romain Grosjean vi vinse una gara nella serie asiatica della stessa categoria nel 2011.
Questa è la terza denominazione diversa con cui il campionato viene accolto a Imola, dopo il Gran Premio d'Italia e quello di San Marino; solo il circuito del Nürburgring ha ospitato più gare, quattro, sotto titolazioni diverse, tra cui il Gran Premio di Germania, quello d'Europa, quello del Lussemburgo e quello dell'Eifel, tenutosi per la prima volta in questa stagione ad ottobre.
L'Italia, dopo il Gran Premio nazionale e il Gran Premio della Toscana, è sede della terza gara iridata, nello stesso anno, cosa mai accaduta prima. L'unica nazione che, nella storia del campionato mondiale di Formula 1, fu sede di più di due gare titolate nella stessa stagione, furono gli Stati Uniti d'America, nel 1982. Considerando anche le gare non valide per il titolo, l'Italia ospitò tre gare di Formula 1, nello stesso anno, l'ultima volta nel 1965, quando, oltre al Gran Premio d'Italia corso a Monza, vennero disputati il Gran Premio di Siracusa sull'omonimo tracciato e il Gran Premio del Mediterraneo, conosciuto anche come Gran Premio di Enna, tenutosi all'Autodromo di Pergusa della località omonima.
La gara rappresenta il centesimo Gran Premio in Italia nella storia della Formula 1. Delle altre edizioni corse nel Paese, 71 riguardano il Gran Premio d'Italia, 26 il Gran Premio di San Marino e una sia del Gran Premio di Pescara che del Gran Premio della Toscana, corso in questa stagione.
Inizialmente la gara, come le quattro precedenti, prevedeva la partecipazione degli spettatori sulle tribune. Gli organizzatori, nonostante le problematiche dettate dalla pandemia di COVID-19, avevano pianificato la vendita di 13 000 biglietti per il Gran Premio. Successivamente, per via di un aumento dei casi di positività dettati dalla pandemia nel Paese e in base alle decisioni prese ed emanate con l'ultimo decreto reso noto dal governo, in cui è stata resa obbligatoria l'assenza di pubblico negli impianti sportivi durante le manifestazioni, gli organizzatori annunciano che il Gran Premio si svolge a porte chiuse, come già successo tra il Gran Premio d'Austria, la gara inaugurale di questa stagione, ed il Gran Premio d'Italia.
L'Alfa Romeo Racing corre in questa gara con una livrea celebrativa dopo il rinnovo, anche per il 2021, della collaborazione con il marchio svizzero Sauber. La livrea esibisce il tricolore italiano in un lampo rettilineo sulla parte superiore del cofano motore e sulla paratia laterale dell’ala posteriore.
Diversi piloti, tra cui Daniil Kvjat della Scuderia AlphaTauri, Lando Norris della McLaren e Antonio Giovinazzi dell'Alfa Romeo Racing indossano per l'occasione un casco speciale dedicato al ritorno di Imola. Giovinazzi ha preso spunto dall'Alfa Romeo Tipo 33, mentre il francese Pierre Gasly della Scuderia AlphaTauri indossa un casco speciale con la scritta Ayrton Senna sempre in omaggio all'ex pilota brasiliano morto nel Gran Premio di San Marino 1994 schiantandosi alla curva Tamburello.
Per la prima volta nella storia del mondiale di Formula 1 e in questo campionato, viene sperimentato un nuovo format, probabile oggetto per le gare future. Il Gran Premio prevede una programmazione diversa e si svolge su due giorni, anziché normalmente su tre. Non sono infatti previste le due sessioni di prove libere del venerdì, bensì solo una, comunque della stessa durata di una normale sessione di prove, da tenersi il sabato mattina. Il resto del format non subisce variazioni, con le qualifiche al sabato pomeriggio e la domenica la consueta gara.
In questa stagione il Gran Premio è sponsorizzato da Emirates.
L'ex pilota di Formula 1 Emanuele Pirro è nominato quale commissario aggiunto per la gara. L'italiano ha svolto in passato, in diverse occasioni, tale funzione, l'ultima al Gran Premio di Spagna.

## Prove

### Resoconto
Lewis Hamilton coglie il miglior tempo, nelle uniche prove libere disputate, quelle del sabato mattina, secondo il format attuato per questa gara. Il britannico è stato il solo pilota a scendere sotto il minuto e quindici secondi sul giro. Il tempo è stato ottenuto con gomme morbide, ma le Mercedes hanno dimostrato competitività anche sul long run. Staccato di circa tre decimi, dal tempo del britannico, è Max Verstappen, che ha preceduto l'altro pilota della scuderia tedesca, Valtteri Bottas.
Pierre Gasly è quarto, mentre chiude col quinto tempo Charles Leclerc. La Ferrari ha dei problemi a mandare in temperatura gli pneumatici, tanto che deve effettuare due giri di riscaldamento prima di poter attaccare la pista con un giro veloce. Molti tempi sono stati cancellati dai commissari in quanto i piloti sono andati oltre i limiti del tracciato.
La Racing Point e la McLaren sono state multate di 1 000 euro da parte della FIA in quanto Sergio Pérez e Carlos Sainz Jr. hanno superato il limite di velocità nella corsia dei box.

### Risultati
Nella sessione del sabato si è avuta questa situazione: 
| Pos | Nº | Pilota          | Costruttore           | Tempo    | Gap    | Giri |
| --- | -- | --------------- | --------------------- | -------- | ------ | ---- |
| 1   | 44 | Lewis Hamilton  | Mercedes              | 1'14"726 |        | 46   |
| 2   | 33 | Max Verstappen  | Red Bull Racing-Honda | 1'15"023 | +0"297 | 39   |
| 3   | 77 | Valtteri Bottas | Mercedes              | 1'15"218 | +0"492 | 47   |

## Qualifiche

### Resoconto
Kevin Magnussen è il primo pilota a far segnare un tempo di riferimento, presto battuto da George Russell e, in seguito, da Lance Stroll. Poco dopo è il turno delle due AlphaTauri a scalare i primi due posti della classifica, mentre, successivamente, Charles Leclerc e Sergio Pérez s'intercalano tra le due vetture di Faenza. Max Verstappen resta a 61 millesimi dal tempo di Daniil Kvjat e nemmeno Lewis Hamilton riesce a battere il russo, dopo aver colpito un cordolo e lamentadonsi per le vibrazioni sulla sua monoposto. Solo col secondo tentativo Hamilton è capace di installarsi al comando, con 1'15"144. Valtteri Bottas deve abortire il suo primo tentativo, a causa del traffico trovato sul tracciato.
Si migliora ancora Gasly, che si porta a soli 39 millesimi da Hamilton. Chi fa anche meglio è Leclerc, che riesce addirittura ad inserirsi al primo posto provvisorio. Il tempo del monegasco è poi migliorato da Verstappen, per un decimo. A metà della prima fase non hanno ancora tempi validi Carlos Sainz Jr. e Daniel Ricciardo, così come Bottas, che vede la sua prestazione cancellata, per aver superato i limiti del tracciato. La stessa cosa capita ad Alexander Albon. Ricciardo sfrutta un momento di poco traffico in pista per cercare il tempo e chiude undicesimo. Stroll rimonta all'ottavo posto, mentre le due Haas si piazzano in undicesima e dodicesima posizione. Bottas fa finalmente un tempo significativo, salendo al secondo posto.
Lewis Hamilton lima il suo tempo, facendo segnare 1'14"229; poco dopo Albon scala settimo, assicurandosi il passaggio alla seconda fase. Non si migliora, invece, Lance Stroll, così come Kevin Magnussen che, anzi, esce e termina nella sabbia, pur rientrando in pista. Russell scala undicesimo, battuto poi da Kimi Räikkönen. Il tempo del finlandese dell'Alfa Romeo Racing viene poi cancellato. Si migliorano Sainz Jr. e Ocon, mentre Bottas batte il tempo di Hamilton. Sono eliminati i piloti della Hass, quelli dell'Alfa Romeo Racing e Nicholas Latifi.
Mercedes, Ferrari e Red Bull Racing optano per le gomme medie, con cui affrontare la seconda fase delle qualifiche. Max Verstappen è costretto ad abbandonare il primo giro, dopo che sulla sua vettura si verifica una perdita di potenza della power unit. Confermano la loro competitività le AlphaTauri, che comandano la lista dei tempi, prima dell'arrivo delle Mercedes, con Bottas ancora più rapido di Hamilton. Sono più lente le Ferrari, che sono costrette, per tentare di arrivare alla Q3, a montare le gomme a mescola più morbida. Dopo un secondo tentativo, Leclerc è solo nono, mentre Daniel Ricciardo strappa il quarto tempo. Albon, invece, è autore di un testacoda alla Variante Alta. Il pilota della Red Bull Racing ha l'undicesimo tempo.
Si migliorano di nuovo le AlphaTauri, tanto che Pierre Gasly è ad un solo decimo dalle Mercedes. Con gomme morbide Sebastian Vettel è dodicesimo, mentre Leclerc riesce a salire quarto. Russell, dopo il miglior tempo nel primo settore, è undicesimo, mentre Verstappen, nel suo solo tentativo, s'inserisce al quarto posto, battuto da Albon e Ricciardo. Vengono eliminati Sergio Pérez, Esteban Ocon, Vettel, Russell e Stroll.
In Q3 si alternano in vetta prima Carlos Sainz Jr., poi Daniil Kvjat e infine Lewis Hamilton che fa segnare 1'13"781; Bottas, vicino, chiude in 1'13"812. Verstappen si piazza terzo, a sei decimi da Hamilton, ma l'olandese si lamenta del poco grip degli pneumatici. Seguono poi Gasly e Leclerc. Col secondo tentativo Hamilton ottiene subito l'intermedio record nel primo settore, comunque battuto da Valtteri Bottas. Poco dopo Daniel Ricciardo scala quarto, precedendo Alexander Albon, quinto. Arriva Gasly, che si piazza ancora quarto. Al termine del giro Hamilton si migliora in 1'13"706; fa anche meglio Bottas che, con 1'13"609, ottiene la pole position, la quarta stagionale. La seconda fila è confermata per Verstappen e Gasly.

### Risultati
Nella sessione di qualifica si è avuta questa situazione:
| Pos                         | Nº | Pilota             | Costruttore               | Q1       | Q2       | Q3       | Griglia |
| --------------------------- | -- | ------------------ | ------------------------- | -------- | -------- | -------- | ------- |
| 1                           | 77 | Valtteri Bottas    | Mercedes                  | 1'14"221 | 1'14"585 | 1'13"609 | 1       |
| 2                           | 44 | Lewis Hamilton     | Mercedes                  | 1'14"229 | 1'14"643 | 1'13"706 | 2       |
| 3                           | 33 | Max Verstappen     | Red Bull Racing-Honda     | 1'15"034 | 1'14"974 | 1'14"176 | 3       |
| 4                           | 10 | Pierre Gasly       | AlphaTauri-Honda          | 1'15"183 | 1'14"681 | 1'14"502 | 4       |
| 5                           | 3  | Daniel Ricciardo   | Renault                   | 1'15"474 | 1'14"953 | 1'14"520 | 5       |
| 6                           | 23 | Alexander Albon    | Red Bull Racing-Honda     | 1'15"402 | 1'14"745 | 1'14"572 | 6       |
| 7                           | 16 | Charles Leclerc    | Ferrari                   | 1'15"123 | 1'15"017 | 1'14"616 | 7       |
| 8                           | 26 | Daniil Kvjat       | AlphaTauri-Honda          | 1'15"412 | 1'15"022 | 1'14"696 | 8       |
| 9                           | 4  | Lando Norris       | McLaren-Renault           | 1'15"274 | 1'15"051 | 1'14"814 | 9       |
| 10                          | 55 | Carlos Sainz Jr.   | McLaren-Renault           | 1'15"528 | 1'15"027 | 1'14"911 | 10      |
| 11                          | 11 | Sergio Pérez       | Racing Point-BWT Mercedes | 1'15"407 | 1'15"061 | N.D.     | 11      |
| 12                          | 31 | Esteban Ocon       | Renault                   | 1'15"352 | 1'15"201 | N.D.     | 12      |
| 13                          | 63 | George Russell     | Williams-Mercedes         | 1'15"760 | 1'15"323 | N.D.     | 13      |
| 14                          | 5  | Sebastian Vettel   | Ferrari                   | 1'15"571 | 1'15"385 | N.D.     | 14      |
| 15                          | 18 | Lance Stroll       | Racing Point-BWT Mercedes | 1'15"822 | 1'15"494 | N.D.     | 15      |
| 16                          | 8  | Romain Grosjean    | Haas-Ferrari              | 1'15"918 | N.D.     | N.D.     | 16      |
| 17                          | 20 | Kevin Magnussen    | Haas-Ferrari              | 1'15"939 | N.D.     | N.D.     | 17      |
| 18                          | 7  | Kimi Räikkönen     | Alfa Romeo Racing-Ferrari | 1'15"953 | N.D.     | N.D.     | 18      |
| 19                          | 6  | Nicholas Latifi    | Williams-Mercedes         | 1'15"987 | N.D.     | N.D.     | 19      |
| 20                          | 99 | Antonio Giovinazzi | Alfa Romeo Racing-Ferrari | 1'16"208 | N.D.     | N.D.     | 20      |
| Tempo limite 107%: 1'19"416 |    |                    |                           |          |          |          |         |

In grassetto sono indicate le migliori prestazioni in Q1, Q2 e Q3.

## Gara

### Resoconto
Alla partenza Valtteri Bottas mantiene il comando, mentre Lewis Hamilton non riesce a difendere la posizione dall'attacco di Max Verstappen, che conquista il secondo posto. Quarto è Daniel Ricciardo che passa Pierre Gasly, bloccato involontariamente da Hamilton. Seguono poi Charles Leclerc, Alexander Albon e Daniil Kvjat. Nelle retrovie c'è un contatto, che danneggia l'alettone anteriore della Racing Point di Lance Stroll, subito costretto ai box.
La classifica, almeno nelle prime posizioni, è congelata fino al nono giro, quando Gasly si ritira per un problema tecnico. Bottas mantiene un vantaggio di oltre un secondo su Verstappen e di oltre tre sul compagno di scuderia, Hamilton. Al tredicesimo giro effettua la sosta Leclerc, che opta per gomme dure. Il giro successivo si fermano anche Ricciardo, Albon e Kvjat. Anche questi ultimi decidono di passare alle coperture hard. Nei giri successivi, invece, le due McLaren preferiscono le gomme medie. Al diciottesimo giro effettua il pit stop Verstappen, seguito, nel giro successivo, da Bottas. Entrambi i piloti passano alle gomme a mescola dura. Hamilton, dal suo canto, decide di allungare il suo stint su mescola media.
La gara è comandata dal britannico, davanti a Bottas e Verstappen; l'olandese è seguito da un drappello di piloti che non hanno ancora effettuato nessun cambio gomme: Sergio Pérez, Sebastian Vettel, Kimi Räikkönen, Nicholas Latifi e Kevin Magnussen. Il primo dei piloti che ha invece gomme nuove, è Ricciardo, nono. Hamilton, con una serie di giri veloci, riesce ad ampliare il margine sugli inseguitori, portando il suo vantaggio su Bottas a 26"4 e quello su Verstappen a 28"1. Pérez è a oltre trentaquattro secondi dal britannico. Ricciardo, intanto, sorpassa Magnussen al Tamburello, mentre Charles Leclerc si libera del pilota della Haas alla Tosa. Al ventinovesimo giro si ritira Esteban Ocon, per un problema al cambio, piantando la macchina in uscita dalle Acque Minerali. Viene decisa, dai commissari, la definizione della virtual safety car, che viene sfruttata da Hamilton per effettuare il cambio gomme. Il britannico rientra in pista comodamente primo, con un margine di oltre quattro secondi su Bottas. Anche Pérez si ferma per montare gomme nuove: ciò permette a Vettel di scalare quarto, con Kimi Räikkönen quinto.
Al trentanovesimo giro Vettel si ferma ai box; la sosta è molto lunga, facendo perdere 10 secondi al pilota tedesco. Dopo qualche giro in cui Verstappen pressa Bottas, che ha problemi al fondo della monoposto, il finlandese è autore di un piccolo errore alla Rivazza. Ciò consente al pilota della Red Bull Racing di avvicinarsi e superare Bottas al Tamburello. Hamilton è capace di ampliare il margine fino ad oltre 13 secondi su Max Verstappen, mentre sembra non riuscire a tenere il passo dei primi due Bottas. Al quarantottesimo giro si ritira Kevin Magnussen, ultimo, per un forte mal di testa. Al cinquantesimo passaggio si ferma Kimi Räikkönen, che era quarto. Il pilota dell'Alfa Romeo Racing decide di completare la gara su gomme morbide. Poco dopo subisce una foratura Verstappen, che lo porta fuori pista, nella ghiaia, alla Villeneuve, costringendo il pilota olandese al ritiro. La direzione di gara invia in pista la safety car.
Nei giri seguenti molti piloti effettuano la seconda sosta, per montare gomme soft: Bottas, Pérez, Kvjat, Sainz Jr., Hamilton e Vettel. George Russell, mentre è alla spalle della vettura di sicurezza, manda in testacoda la sua Williams, colpisce il muretto e si ritira. Lance Stroll decide di montare gomme nuove, ma al pit stop va lungo sulla piazzola di cambio e colpisce un meccanico. Alla ripartenza la classifica recita: Lewis Hamilton, Valtteri Bottas, Daniel Ricciardo, Charles Leclerc, Alexander Albon, Sergio Pérez e Daniil Kvjat. Kvjat si libera in fondo al rettilineo di Pérez e Albon, con quest'ultimo che è ancora su gomme dure. Alla Villeneuve è poi il turno del messicano: il pilota della Red Bull Racing, nel tentativo di riprendersi la posizione sul rivale, si gira in testacoda, viene sfiorato da Carlos Sainz Jr. e viene sfilato dal gruppo. Kvjat, intanto, passa Leclerc, anch' egli su gomme dure, alla  Piratella, e si avvicina a Ricciardo. Il ferrarista, invece, deve guardarsi dall'arrembante Pérez.
Lewis Hamilton vince la gara, inanellando negli ultimi passaggi un giro veloce dietro l'altro; Valtteri Bottas e Daniel Ricciardo completano il podio. Coi risultati del Gran Premio la Mercedes si aggiudica, per il settimo anno consecutivo, il campionato mondiale costruttori. Con il primo e secondo posto della gara, la Mercedes tocca i 500 podi come motorista nel mondiale di Formula 1.

### Risultati
I risultati del Gran Premio sono i seguenti:
| Pos | Nº | Pilota             | Costruttore               | Giri | Tempo/Ritiro         | Griglia | Punti |
| --- | -- | ------------------ | ------------------------- | ---- | -------------------- | ------- | ----- |
| 1   | 44 | Lewis Hamilton     | Mercedes                  | 63   | 1h28'32"430          | 2       | 26    |
| 2   | 77 | Valtteri Bottas    | Mercedes                  | 63   | +5"783               | 1       | 18    |
| 3   | 3  | Daniel Ricciardo   | Renault                   | 63   | +14"320              | 5       | 15    |
| 4   | 26 | Daniil Kvjat       | AlphaTauri-Honda          | 63   | +15"141              | 8       | 12    |
| 5   | 16 | Charles Leclerc    | Ferrari                   | 63   | +19"111              | 7       | 10    |
| 6   | 11 | Sergio Pérez       | Racing Point-BWT Mercedes | 63   | +19"652              | 11      | 8     |
| 7   | 55 | Carlos Sainz Jr.   | McLaren-Renault           | 63   | +20"230              | 10      | 6     |
| 8   | 4  | Lando Norris       | McLaren-Renault           | 63   | +21"131              | 9       | 4     |
| 9   | 7  | Kimi Räikkönen     | Alfa Romeo Racing-Ferrari | 63   | +22"224              | 18      | 2     |
| 10  | 99 | Antonio Giovinazzi | Alfa Romeo Racing-Ferrari | 63   | +26"398              | 20      | 1     |
| 11  | 6  | Nicholas Latifi    | Williams-Mercedes         | 63   | +27"135              | 19      |       |
| 12  | 5  | Sebastian Vettel   | Ferrari                   | 63   | +28"453              | 14      |       |
| 13  | 18 | Lance Stroll       | Racing Point-BWT Mercedes | 63   | +29"163              | 15      |       |
| 14  | 8  | Romain Grosjean    | Haas-Ferrari              | 63   | +32"935              | 16      |       |
| 15  | 23 | Alexander Albon    | Red Bull Racing-Honda     | 63   | +57"284              | 6       |       |
| Rit | 63 | George Russell     | Williams-Mercedes         | 51   | Incidente            | 13      |       |
| Rit | 33 | Max Verstappen     | Red Bull Racing-Honda     | 50   | Foratura/Testacoda   | 3       |       |
| Rit | 20 | Kevin Magnussen    | Haas-Ferrari              | 47   | Problemi fisici      | 17      |       |
| Rit | 31 | Esteban Ocon       | Renault                   | 27   | Cambio               | 12      |       |
| Rit | 10 | Pierre Gasly       | AlphaTauri-Honda          | 8    | Pressione dell'acqua | 4       |       |

Lewis Hamilton riceve un punto addizionale per aver segnato il giro più veloce della gara.

## Classifiche mondiali

### Piloti
| Pos | Pilota             | Punti |
| --- | ------------------ | ----- |
| 1   | Lewis Hamilton     | 282   |
| 2   | Valtteri Bottas    | 197   |
| 3   | Max Verstappen     | 162   |
| 4   | Daniel Ricciardo   | 95    |
| 5   | Charles Leclerc    | 85    |
| 6   | Sergio Pérez       | 82    |
| 7   | Lando Norris       | 69    |
| 8   | Carlos Sainz Jr.   | 65    |
| 9   | Alexander Albon    | 64    |
| 10  | Pierre Gasly       | 63    |
| 11  | Lance Stroll       | 57    |
| 12  | Esteban Ocon       | 40    |
| 13  | Daniil Kvjat       | 26    |
| 14  | Sebastian Vettel   | 18    |
| 15  | Nico Hülkenberg    | 10    |
| 16  | Kimi Räikkönen     | 4     |
| 17  | Antonio Giovinazzi | 4     |
| 18  | Romain Grosjean    | 2     |
| 19  | Kevin Magnussen    | 1     |

### Costruttori
| Pos | Costruttore               | Punti |
| --- | ------------------------- | ----- |
| 1   | Mercedes                  | 479   |
| 2   | Red Bull Racing-Honda     | 226   |
| 3   | Renault                   | 135   |
| 4   | McLaren-Renault           | 134   |
| 5   | Racing Point-BWT Mercedes | 134   |
| 6   | Ferrari                   | 103   |
| 7   | AlphaTauri-Honda          | 89    |
| 8   | Alfa Romeo Racing-Ferrari | 8     |
| 9   | Haas-Ferrari              | 3     |